# Prismatoid

Prismatoid cu fețele paralele A_{1} și A_{3}, secțiune transversală intermediară A_{2} și înălțimea h

În geometrie un prismatoid este un poliedru ale cărui vârfuri se află toate în două plane paralele. Fețele sale laterale pot fi trapeze sau triunghiuri. Dacă ambele plane au același număr de vârfuri, iar fețele laterale sunt fie paralelogramei, fie trapeze, se numește prismoid.

## Volum
Dacă ariile celor două fețe paralele sunt A1 și A3, aria secțiunii transversale prin prismatoid cu un plan aflat la jumătatea înălțimii (distanța dintre cele două fețe paralele) este A2, iar înălțimea este h, atunci volumul prismatoidului este dat de
{\displaystyle V={\frac {h(A_{1}+4A_{2}+A_{3})}{6}}}
Această formulă se obține ușor prin integrarea ariei unei suprafețe paralele cu cele două plane care conțin vârfurile prin metoda Simpson⁠(d), deoarece regula este exactă pentru integrarea polinoamelor de grad până la 3, iar în acest caz aria este cel mult o funcție algebrică de gradul al doilea în înălțime.

## Familiile de prismatoide
| Piramide | Pene | Paralelipipede | Prisme | Antiprisme | Antiprisme | Antiprisme | Cupole | Trunchiuri |
| -------- | ---- | -------------- | ------ | ---------- | ---------- | ---------- | ------ | ---------- |
|          |      |                |        |            |            |            |        |            |

Familiile de prismatoide cuprind:
- piramidele, care au într-unul din plane un singur vârf;
- penele, care au într-unul din plane doar două vârfuri;
- prismele, la care poligoanele din cele două plane sunt congruente și laturile lor sunt unite prin dreptunghiuri sau paralelograme;
- antiprismele, la care poligoanele din cele două plane sunt congruente și laturile lor sunt unite printr-o bandă de triunghiuri alterne;
- antiprismele stelate;
- cupolele, la care poligonul dintr-unul din cele două plane are un număr dublu de vârfuri față de poligonul din celălalt plan;
- trunchiurile, obținute prin trunchierea apexului piramidelor;
- hexaedrele cu fețe patrulatere:

1. paralelipipedele – șase fețe în formă de paralelogram;
2. paralelipipedele dreptunghice – șase fețe în formă de dreptunghi;
3. romboedrele – șase fețe în formă de romb;
4. trapezoedrele trigonale – șase fețe în formă de romb;
5. trunchiurile patrulatere – piramide pătrate cu apexul trunchiat;
6. cubul – șase fețe pătrate.

## În dimensiuni superioare

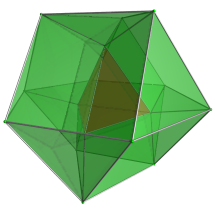
Proiecție 3D a unei cupole tetraedrică-cuboctaedrică

În general, un politop este prismatoidal dacă vârfurile sale se află în două hiperplane. De exemplu, în spațiul cvadridimensional, două poliedre pot fi plasate în două spații tridimensionale paralele și conectate prin laturi poliedrice.